# Molophilus dorriganus
Molophilus dorriganus är en tvåvingeart som beskrevs av Alexander 1934. Molophilus dorriganus ingår i släktet Molophilus och familjen småharkrankar. Inga underarter finns listade i Catalogue of Life.